# The Way I See It
 (février 2017).
Si vous disposez d'ouvrages ou d'articles de référence ou si vous connaissez des sites web de qualité traitant du thème abordé ici, merci de compléter l'article en donnant les références utiles à sa vérifiabilité et en les liant à la section « Notes et références ».
The Way I See It est le troisième album studio enregistré par l'artiste américain de R&B Raphael Saadiq. Il est sorti le 16 septembre 2008 chez Columbia Records.
Après son album de 2004 Ray Ray, Saadiq a continué à travailler sur d'autres projets d'artistes et développé un partenariat avec l'ingénieur du son Charles Brungardt, qui partage sa fascination pour les techniques et les équipements d'enregistrement historiques. Modèle:En 2008, en revenant de vacances, il est inspiré et a envie de poursuivre la musique soul classique et enregistre The Way I See It avec Brungardt au Saadiq's studio à North Hollywood.